# Producción mercantil simple
La producción mercantil simple (en alemán: einfache Warenproduktion, también traducido como producción simple de mercancías) es un término acuñado por Friedrich Engels en 1894 cuando recopiló y editó el tercer tomo de El Capital de Karl Marx. El término se refiere para describir las actividades productivas en las condiciones de lo que Karl Marx habría llamado el "intercambio simple" o la "circulación simple" de mercancías, donde los productores independientes comercializan sus propias mercancías para obtener otras mercancías a cambio (con circuito comercial M-D-M).

"La producción mercantil simple se basaba en la propiedad privada individual de los medios de producción y en el trabajo individual [...] Las condiciones de producción de cada productor simple de mercancías eran diferentes y el tiempo de trabajo individual empleado en producir el mismo tipo de mercancía también difería. Pero el mismo tipo de mercancía sólo podía venderse al mismo precio en el mercado. Esto dio lugar a la polarización, es decir, un pequeño número de personas podía poseer una gran cantidad de mercancías y dinero que se convertían en capital, mientras que un gran número de personas quebró y tuvo que vender su fuerza de trabajo. Esta polarización de los simples productores de mercancías al final de la sociedad feudal proporcionó las condiciones para el surgimiento de las relaciones de producción capitalistas".

Según Marx y Engels, la producción y el comercio simples de mercancías existieron durante milenios antes del advenimiento del capitalismo. Este tipo de producción fue el germen del modo de producción capitalista y "floreció particularmente entre los siglos XIII y XVI en los Países Bajos, el norte de Italia y más tarde en la Gran Bretaña (y en menor grado en Japón antes de la revolución Meiji)".
Tanto Marx como Engels afirmaron explícitamente que la ley del valor se aplicaba también al "intercambio simple", y que esta ley es modificada (o, como Marx dice a veces, "invertida") por el modo de producción capitalista cuando todos los insumos y productos de la producción (incluidos los medios de producción y la fuerza de trabajo) se convierten en mercancías comerciables. Para explicar este largo proceso histórico, Marx y Engels adoptaron un enfoque matizado. No argumentaron crudamente que las categorías económicas sólo pueden ser "categorías transhistóricas" o "categorías específicas de un período histórico". En cambio, argumentaron que las categorías económicas pueden evolucionar, y de hecho lo hacen, de una época histórica a la siguiente, junto con la evolución de las relaciones sociales que expresan (véase: Método lógico-histórico). Las continuidades coexistieron con las discontinuidades. El reto consistía en comprender dialécticamente cómo las nuevas relaciones económicas podían evolucionar a partir de las antiguas, conservando parte de su contenido, perdiendo parte de su contenido y también obteniendo un contenido completamente nuevo.[cita requerida]

"De la misma manera que el plusvalor y el capital surgen lógicamente de un análisis del valor y del valor de cambio, así también el modo capitalista de producción surge históricamente del crecimiento de la producción de mercancías: sin la producción simple de mercancías el capitalismo no puede empezar a existir."

Sin embargo, esta interpretación no es aceptada por todos los marxistas, algunos de los cuales consideran que los mercados capitalistas funcionan de una manera completamente diferente a los mercados precapitalistas. Actualmente la interpretación de Engels ha sido criticada por ser inconsistente en con la crítica económica de Marx. Algunos creen que los mercados capitalistas funcionan de una "manera totalmente diferente" a los mercados precapitalistas, o creen que la ley del valor se aplica solo al capitalismo industrial, y no a los sistemas de mercado que precedieron al capitalismo industrial. Engels pareció observar que la mercancía de la que se trata en el primer tomo de El Capital existe "durante todo el período de la producción simple de mercancías, es decir, hasta el momento en que sufre una modificación por la entrada de la forma capitalista de producción". Engels pretendía dar una explicación coherente de la evolución y el desarrollo de la economía de mercado desde sus comienzos simples hasta las complejidades de los mercados capitalistas modernos, pero algunos argumentan que ignora la transformación de las relaciones de producción involucradas. Por otra parte, se puede leer en El Capital que Marx tiene en mente la mercancía producida capitalistamente: "La riqueza de las sociedades en las que domina el modo de producción capitalista se presenta como un enorme cúmulo de mercancías".
En este contexto, las interpretaciones de Marx pueden dividirse en dos grupos. El primer grupo cree que Engels estaba equivocado y Marx analiza la lógica del capital. Este grupo incluye sobre todo a los seguidores y representantes de la llamada Nueva lectura de Marx. El otro grupo afirma que la ley del valor de Marx se aplica tanto a la producción de mercancías simple como a la capitalista. “En la transición de la forma [...] simple a la forma específicamente capitalista de producción de mercancías, la primera no colapsa. Permanece con un significado cambiado, se modifica, se desarrolla más y se enriquece con cosas nuevas”.

## Fuentes textuales del concepto

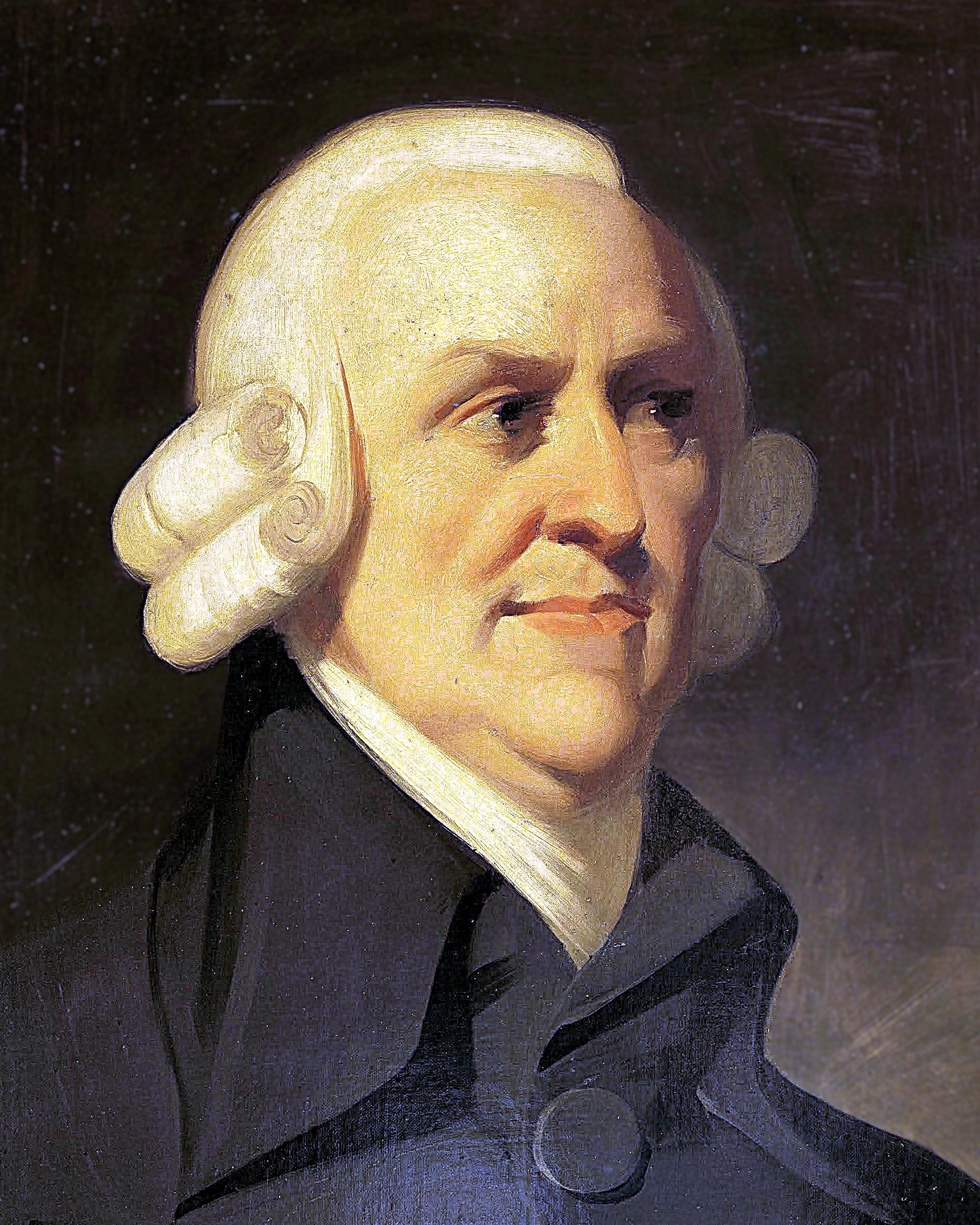
Adam Smith argumentó que la ley del valor se impone en un "estado rudo y primitivo de la sociedad".

## Orígenes y desarrollo histórico

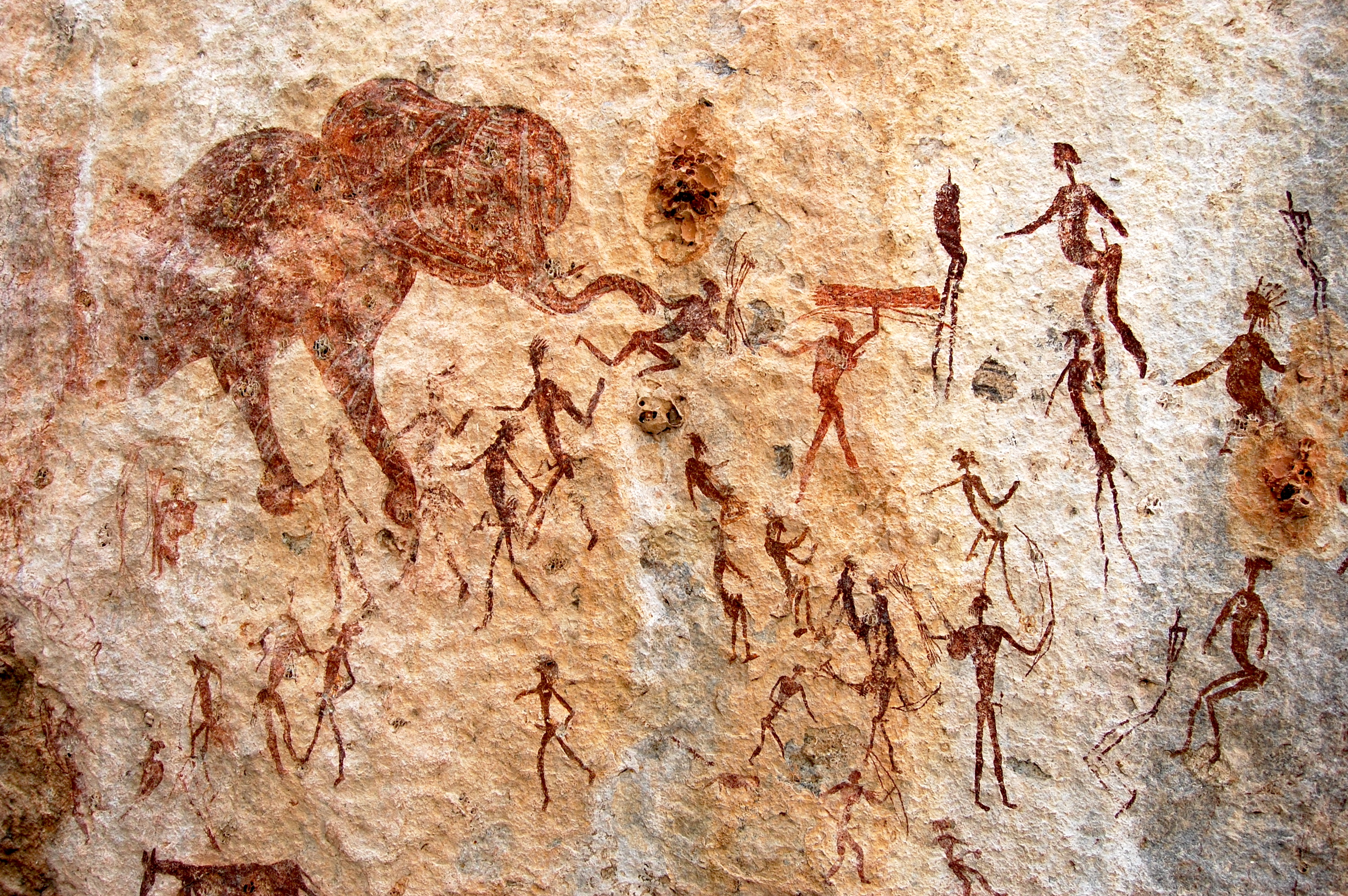
Pintura rupestre antigua que muestra el comunismo primitivo.

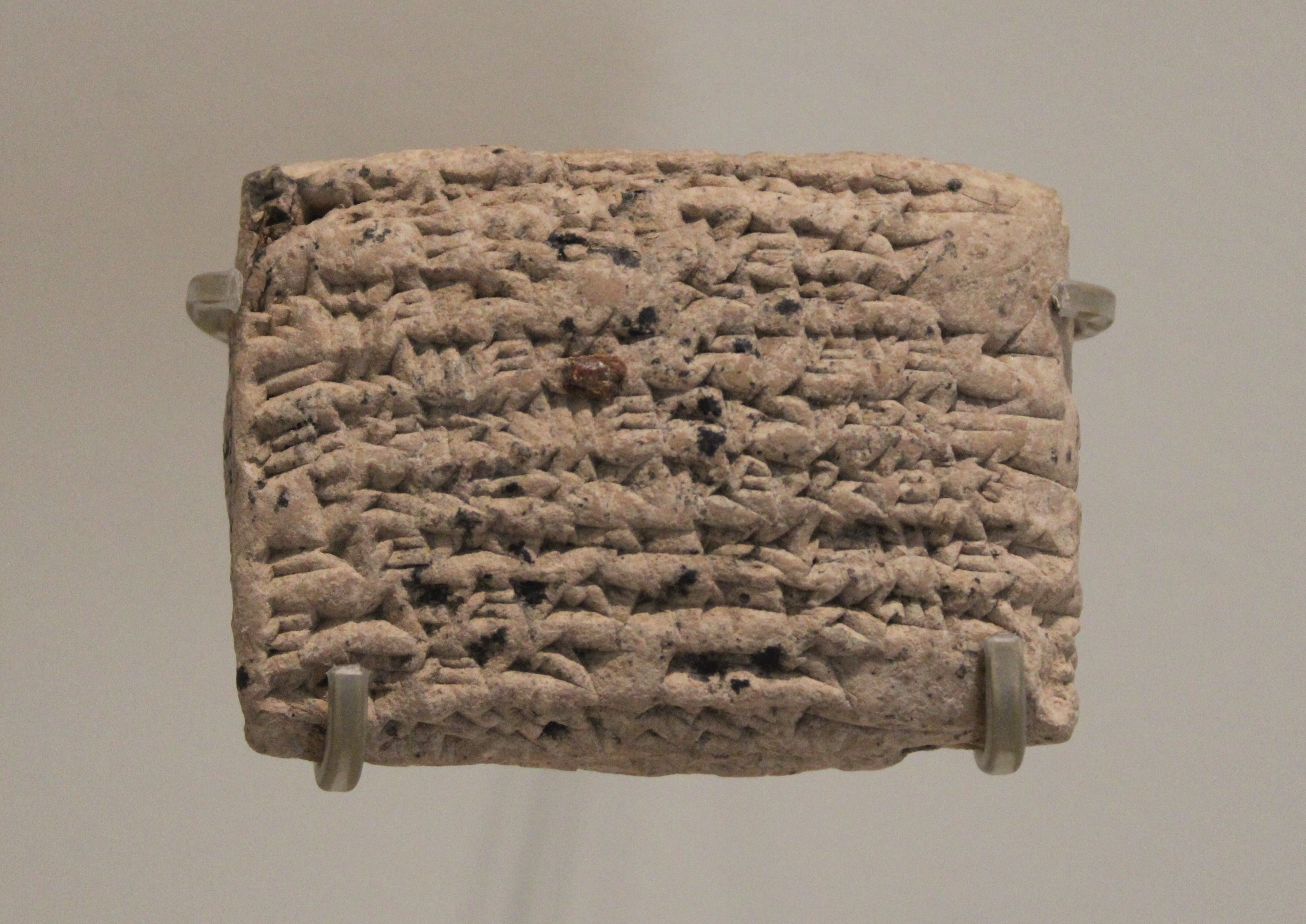
Tablilla de barro babilónica con texto cuneiforme que documenta las actividades de un comerciante con productos de Egipto y Líbano (551 a. C.).

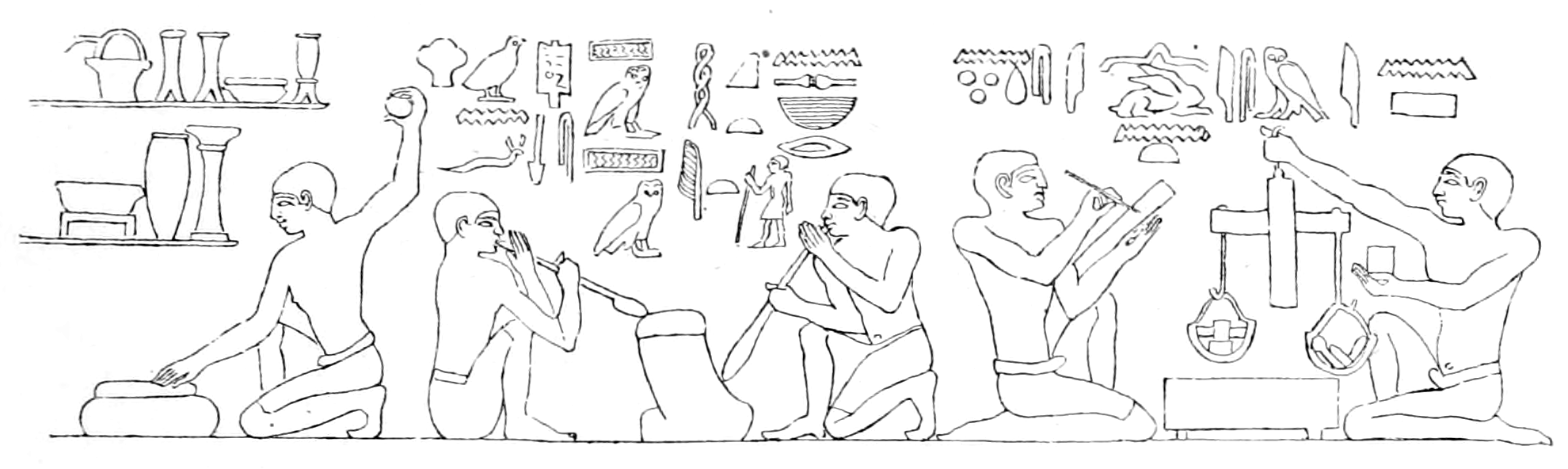
Escribas en el Antiguo Egipto registrando mercancías. Inscripción en una tumba en Saqqara.

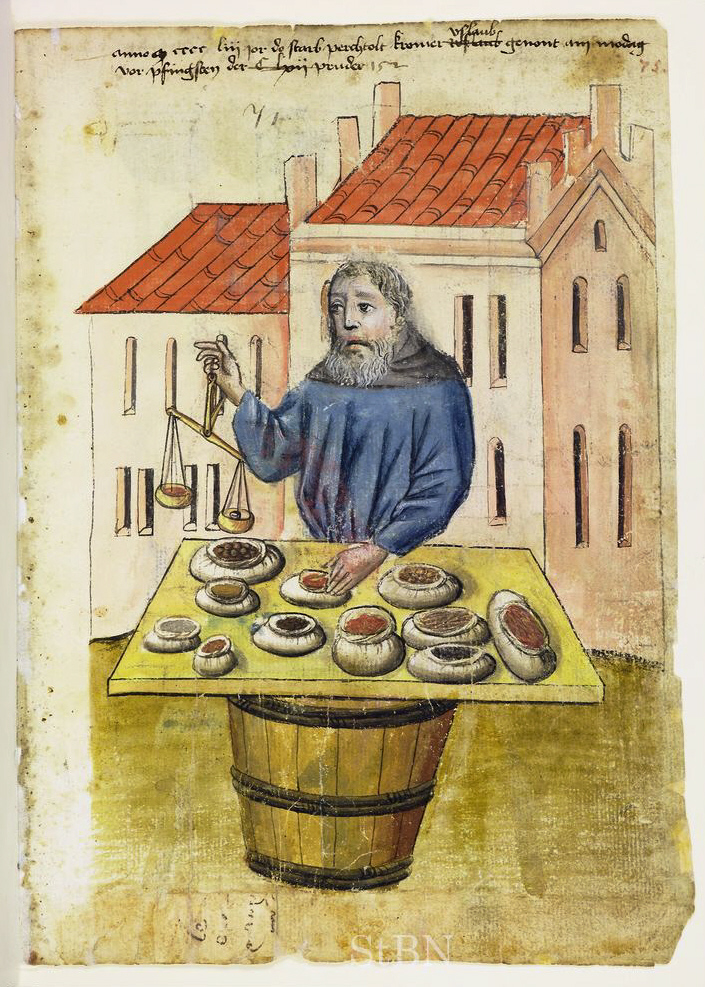
Comerciante de especias en Núremberg. Manuscrito de 1453.

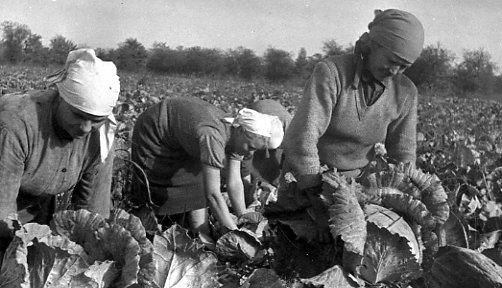
Granja colectiva koljós soviética (1938).